# Gambas al ajillo

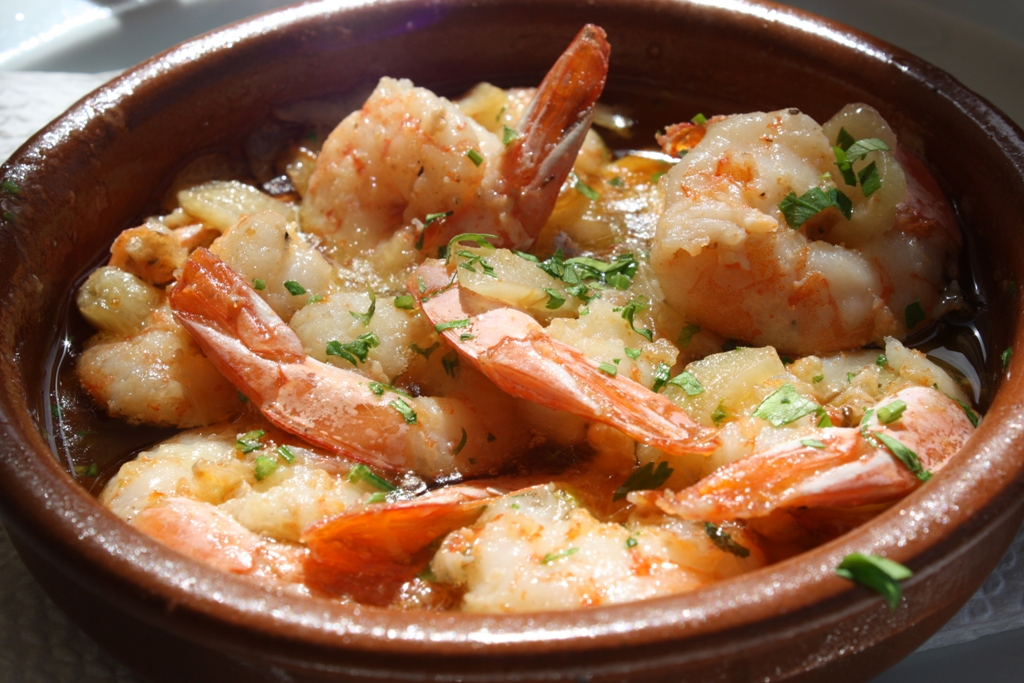
Gambas al ajillo en una cazuela de barro típica.

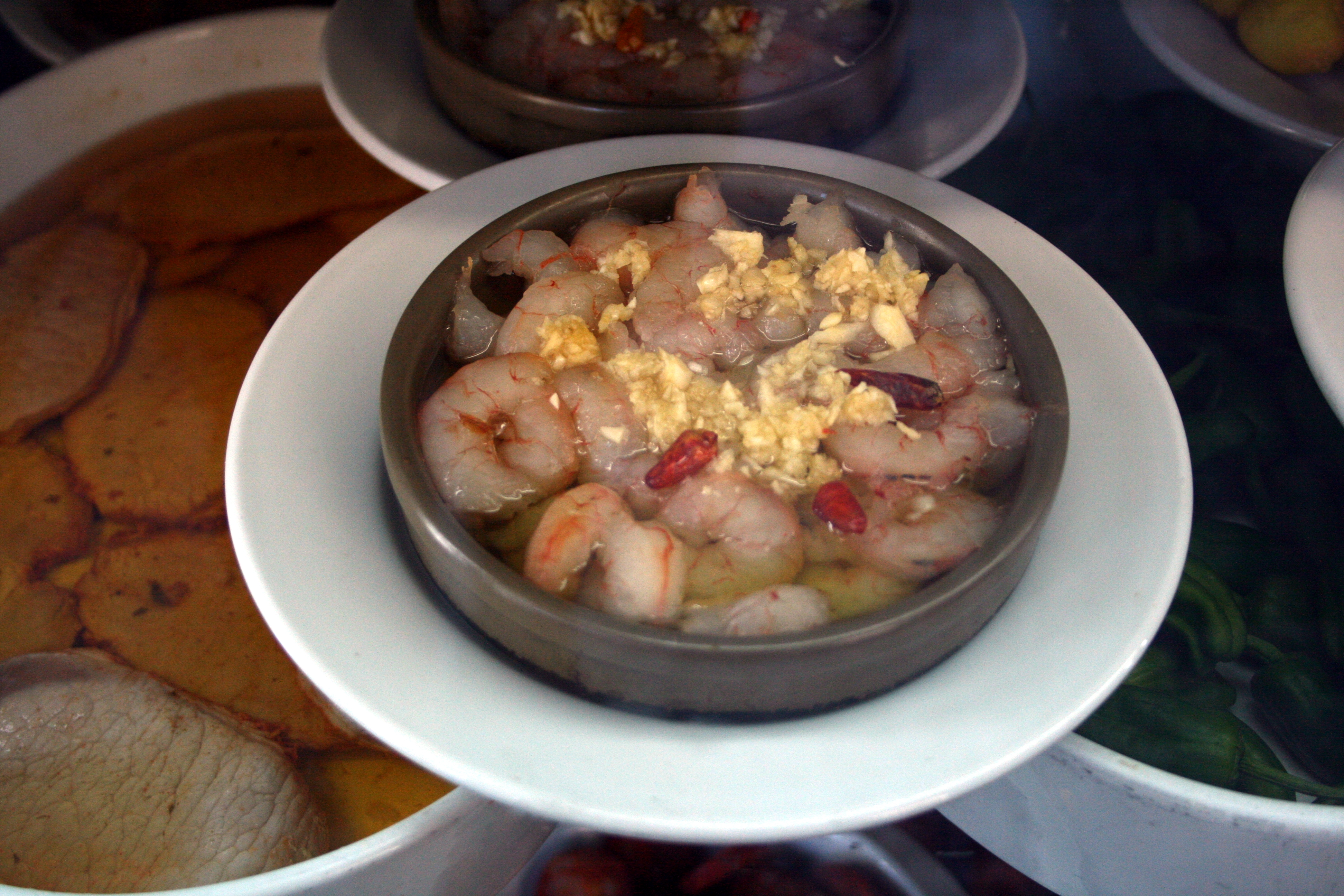
Plato crudo listo para ser cocinado de gambas al ajillo.

Las gambas al ajillo, como se denominan en España, son un plato popular de la cocina española, originario de Madrid, que suele encontrarse mayoritariamente en el centro y norte del territorio. Los ingredientes que constituyen este plato son gambas peladas,[cita requerida] ajo y aceite de oliva. Se suele servir como ración en los bares. Este plato forma parte de los típicos platos de la cultura de los bares de España.

## Preparación y servir

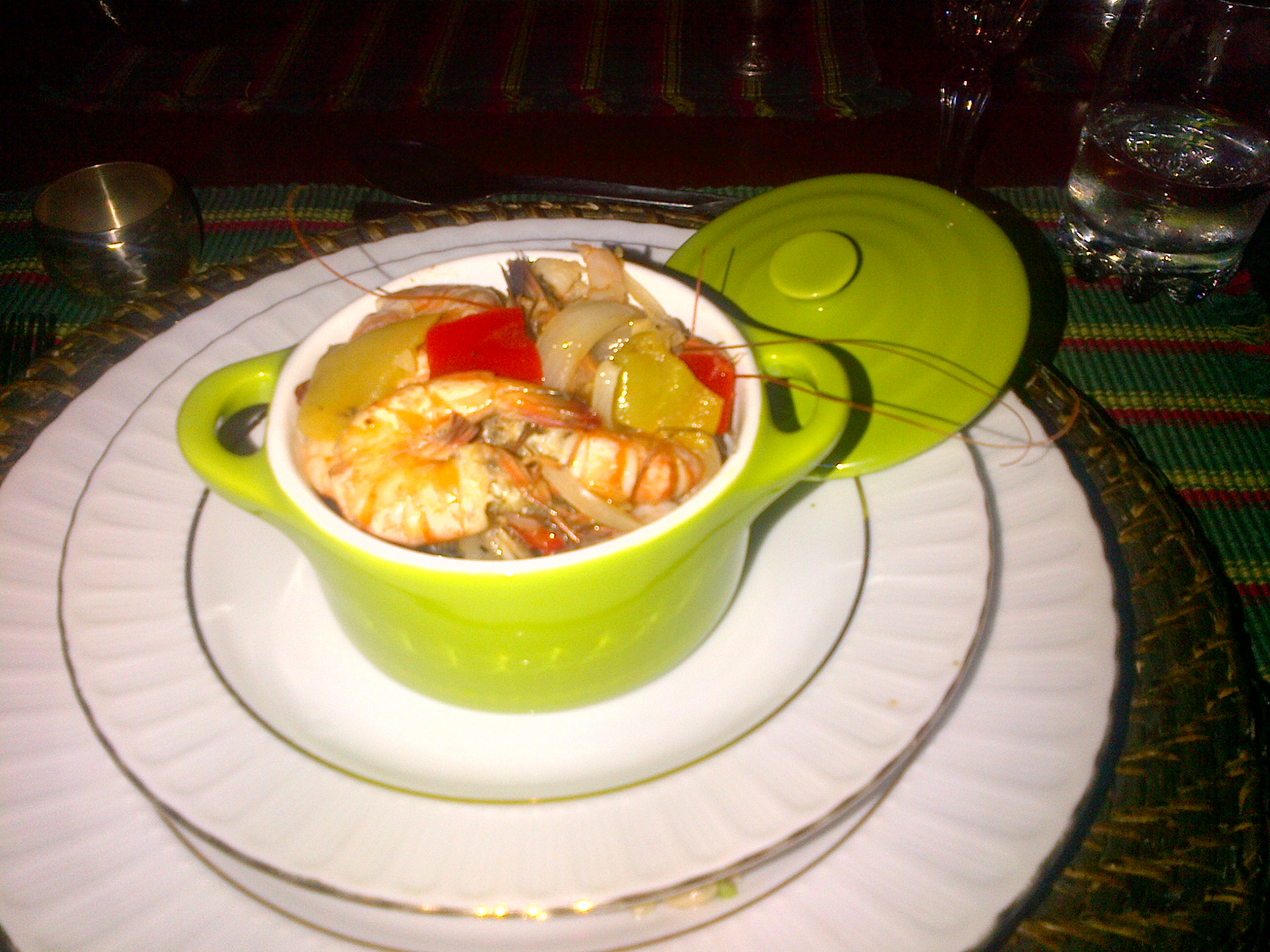
Gambas al ajillo hecho en olla individual.

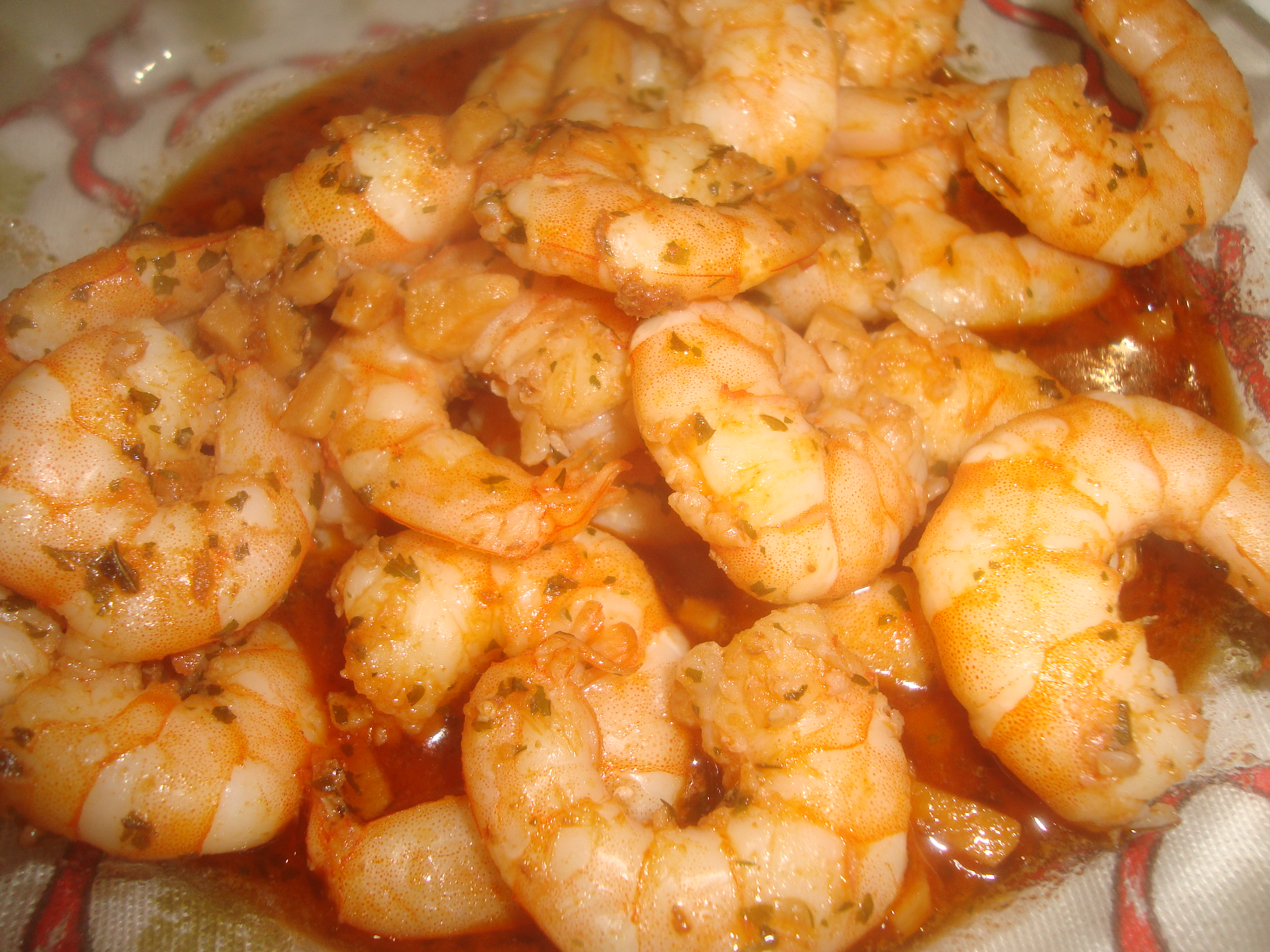
Plato de Gambas al ajillo.

Las gambas al ajillo se suelen cocinar en una cazuela de barro (denominada a veces abreviadamente barro) donde se coloca a freír previamente ajo y perejil en aceite de oliva, para a continuación añadirse estas en el último momento. Algunas veces se ponen unas rodajas de guindilla seca para que le dé al plato un sabor ligeramente picante. Otras preparaciones incluyen un chorro de vino de jerez. Suelen servirse directamente de la parrilla en el barro y con el aceite hirviendo, espolvoreadas con un poco de perejil fresco o seco.

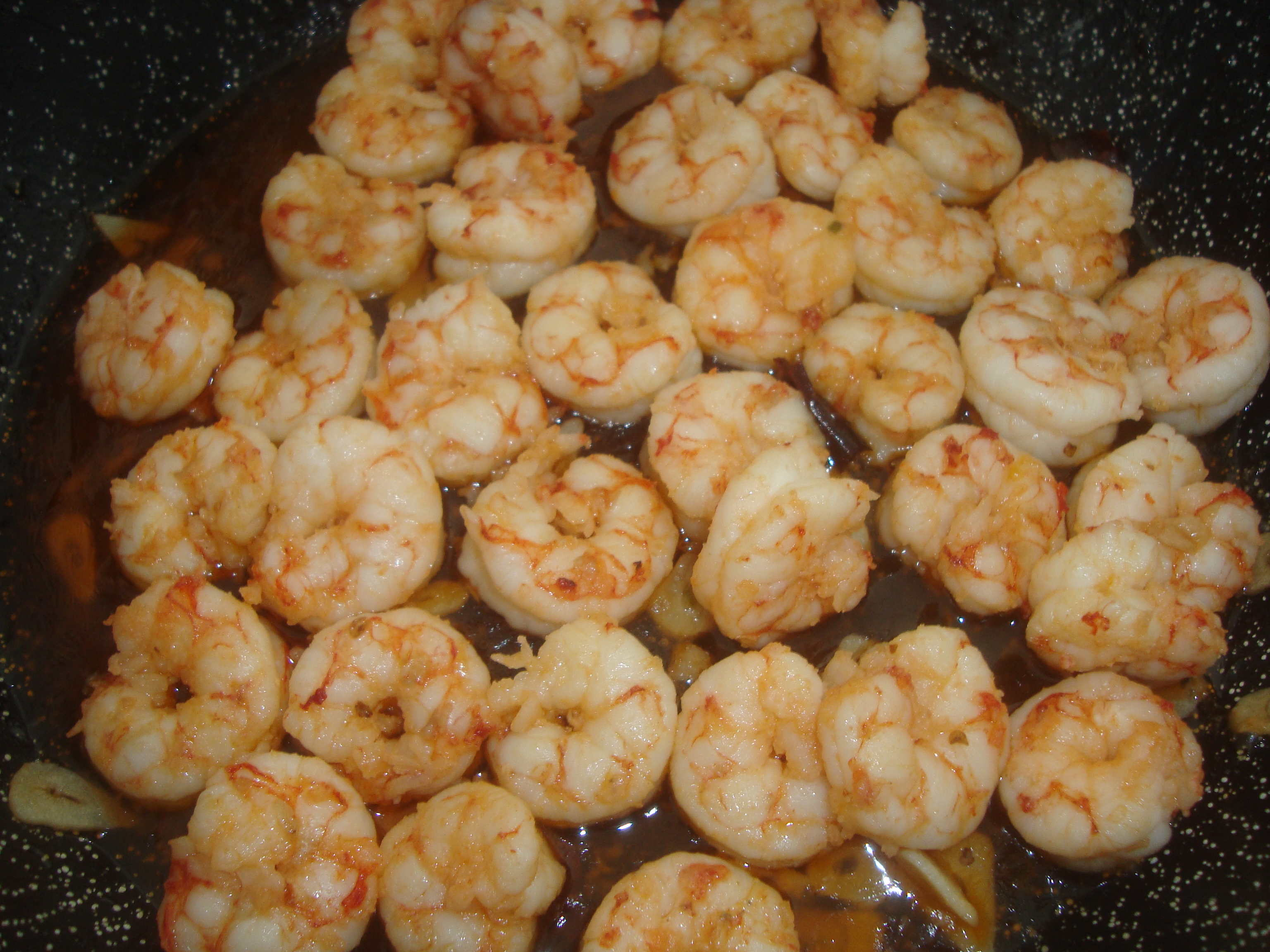
Cazuela de gambas al ajillo.

Deben comerse rápidamente, sin que lleguen a enfriarse. Es una tapa que se suele tomar con vino (blanco, tinto o negro).